# Ripipteryx scrofulosa
Ripipteryx scrofulosa är en insektsart som beskrevs av Henri Saussure 1896. Ripipteryx scrofulosa ingår i släktet Ripipteryx och familjen Ripipterygidae. Inga underarter finns listade i Catalogue of Life.